# Bio Menace
Bio Menace è un videogioco a piattaforme sviluppato nel 1993 da Apogee per DOS. Suddiviso in tre episodi, ognuno dei quali composto da 12 livelli, era originariamente distribuito come shareware: il primo episodio era gratuito, mentre gli altri erano acquistabili per corrispondenza. Da dicembre 2005 è disponibile gratuitamente presso il sito della 3D Realms, che l'ha inoltre incluso in 3D Realms Anthology.
Originariamente sviluppato con il titolo Bio Hazard, il videogioco è in 2D e utilizza il motore grafico di Keen Dreams, un titolo della serie Commander Keen creata da id Software. Scritto da Jim Norwood, utilizza la colonna sonora composta da Bobby Prince.

## Trama
Il protagonista del gioco è Snake Logan, un agente della CIA impegnato nella missione di liberare la città di Metro City, invasa dai mutanti creati nei laboratori del Dr. Mangle.

## Modalità di gioco
Scopo del gioco è quello di trovare la fine di ogni livello, uccidendo i vari mostri, evitando le trappole, ricercando le chiavi adatte e salvando gli ostaggi intrappolati dai mutanti. Sono presenti power-up che aumentano la potenza della vostra mitragliatrice di base, diversi tipi di granate e altri bonus tipici (vite extra, invincibilità temporanea, ecc).